# Edmond Richard
Edmond Richard (* 6. Januar 1927 in Paris; † 5. Juni 2018 ebenda) war ein französischer Kameramann.

## Leben
Edmond Richard schloss ein Studium des Flugwesens als Ingenieur ab und fand über die Konstruktion und Weiterentwicklung von Kameras zum Filmgeschäft. Zunächst als Kameraassistent tätig, verantwortete er 1961 seinen ersten Film als Chefkameramann. Richard wurde vor allem wegen seiner Fähigkeiten geschätzt, Filmsets auszuleuchten und wirkungsvolle Kamerapositionen einzurichten. Für Orson Welles war Richard zweimal tätig und bei drei Filmen auch für Luis Buñuel. Einen besonderen Platz in seinem künstlerischen Werk nimmt Die Legion der Verdammten nach dem Roman von Victor Hugo ein, die er mit seiner Bildgestaltung entscheidend prägte.

## Filmografie (Auswahl)
- 1962: Der Prozeß (Le procès)
- 1964: De l’Amour
- 1965: Falstaff (Chimes at midnight)
- 1967: Cervantes – Der Abenteurer des Königs (Cervantes)
- 1967: Hemmungslose Manon (Manon 70)
- 1968: Astragal (L‘astragale)
- 1970: Die Filzlaus kehrt zurück (Il rompiballe...rompe ancora)
- 1971: Kill!
- 1972: Treibjagd (La course du lièvre à travers les champs)
- 1972: Der diskrete Charme der Bourgeoisie (Le charme discret de la bourgeoisie)
- 1974: Das Gespenst der Freiheit (Le fantôme de la liberté)
- 1975: Love Story einer Nonne (Les mal-partis)
- 1977: Dieses obskure Objekt der Begierde (Le charme discret de la bourgeoisie)
- 1980: Louis, der Geizkragen (L'avare)
- 1981: Louis und seine außerirdischen Kohlköpfe (La soupe aux choux)
- 1982: Die Legion der Verdammten (Les Misérables)
- 1984: Tod dem Schiedsrichter (À mort l’arbitre)
- 1985: Der kleine Coup (Le pactole)
- 1985: Le Caviar rouge
- 1991: Mayrig – Die Straße zum Paradies (588 rue paradis)
- 1991: Mayrig – Heimat in der Fremde (Mayrig)
- 1994: Bonsoir